# Szarics-foki csata
A Szarics-foki csata egy tengeri összecsapás volt a Krím-félsziget déli részén lévő Szarics-fok közelében a Fekete-tengeren az első világháború elején török zászló alatt hajózó német illetve orosz hadihajók között. A központi hatalmak részéről a Goeben (török megnevezése: Yavuz Sultan Selim) csatacirkáló és a Breslau (Midilli) könnyűcirkáló, orosz részről öt régi (pre-dreadnought) csatahajó és kísérő egységeik vettek részt, de a nagy ködben az összecsapás ténylegesen csak a Goeben és a Jevsztafij csatahajó párharcára korlátozódott. A két hadihajó kölcsönösen megrongálta egymást, majd a többszörös túlerővel szembesülő német-török hajóraj elszakadt az ellenségtől.

## Előzmények

### Orosz támadás Trabzon ellen
1914. november 17-én az orosz Jevsztafij, Ioann Zlatouszt, Pantyelejmon, Tri Szvjatyitelja és Rosztyiszlav pre-dreadnought csatahajók, a Pamjaty Merkurija, Almaz és a Kagul cirkálók valamint 13 romboló Andrej Ebergard (Eberhardt) tengernagy vezetésével támadást hajtottak végre a közeli szénbányászat miatt nagy jelentőségű Trebizond kikötője ellen. A hadművelet keretében a Konsztantyin és a Kszenyija rombolók aknákat raktak a török partok mentén. Ezt követően nyugati irányba haladtak a török partok mentén egészen Gerisunig kereskedelmi hajókat keresve. Miután nem találtak egyet sem, visszaindultak Szevasztopol felé.

### Souchon tengernagy kihajózása a támadók elfogására

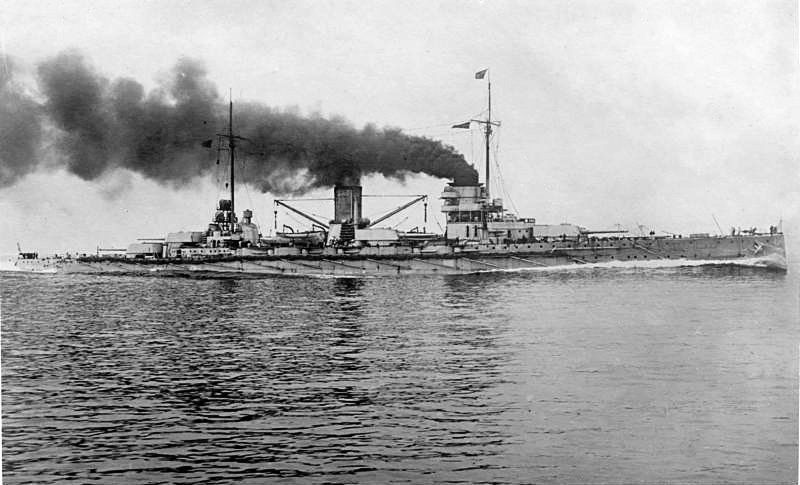
A Goeben teljes sebességgel haladva

A török flotta német parancsnoka, Wilhelm Souchon tengernagy úgy döntött, hogy a támadók nyomába ered és megpróbálja elfogni őket még mielőtt visszaérnének a támaszpontjukra, a Krímen lévő Szevasztopolba. 13:00-kor a Goeben csatacirkáló és a Breslau könnyűcirkáló a Boszporusztól nagy sebességgel megindult Szevasztopol felé.
Souchon tengernagy viszonylag pontos információkkal rendelkezett az orosz erők összetételéről, melyeket a jelentések 5 csatahajóban, 2 cirkálóban és 12 rombolóban állapítottak meg. A sokszoros orosz túlerővel szemben tervezett agresszív fellépésnek számos oka volt. Egyrészt a németeket a beszámolók alapján erősen fűtötte a harci vágy és a hajóik jóval gyorsabbak is voltak az oroszokénál, a Goeben pedig mind védettség, mind tűzerő tekintetben jelentősen felülmúlta az ellenlábasait. Másrészt az orosz haditengerészetnek a csuzimai csata óta nagyon rossz híre volt, főként a Fekete-tengeri Flottának az 1905-1906-os lázongások miatt. Az orosz hajókon közismerten alacsony volt a morál, a legénységek lojalitása kérdéses volt, míg a tiszteket általában véve alkalmatlannak ítélték meg. Ezek alapján Souchon meglátása szerint csekély kockázatvállalás mellett jó esély kínálkozott a sikerre.
A német hajók először Anatólia északi partjai mentén keletnek hajózva igyekeztek elfogni az oroszokat, azt remélve, hogy Szinopé közelében rájuk találnak, azonban újabb beérkező hírek szerint azok északnak fordultak és fő bázisuk, a Krímen lévő Szevasztopol felé tartanak. Emiatt a németek is északi irányra álltak. A Goeben elérhető maximális sebessége 25 csomó volt, de ezúttal 15 csomóval haladt, ami megegyezett az orosz csatahajók végsebességével és több csomóval meghaladta azok cirkálósebességét.
Másnap reggel a német hajók megközelítették a Krímet és Souchon a Breslaut 18 csomós sebességgel előreküldte, hogy a zászlóshajója előtt felderítést végezzen. Az időjárás ködös volt, a látótávolság változó, de általánosan alacsony a foltokban jelentkező köd miatt.
Ebergard értesült Souchon kihajózásáról és ezért felkészült a támadásra.
A flottája az alacsony látótávolság idején alkalmazott formációban haladt, elől a három cirkáló szétbontakozva 3,5 tmf (6,5 km) távolságra a csatahajóraj előtt. Az öt csatahajó nyílt oszlopban haladt, élen a zászlóshajóval, a Jevsztafijjal, mögötte sorban az Ioann Zlatouszt, a Pantyelejmon, a Tri Szvjatyitelja és a Rosztyiszlav. A kísérő rombolók két oszlopban haladtak, a csatahajóktól jobbra, kissé lemaradva tőlük.

## A csata

### Kölcsönös észlelés

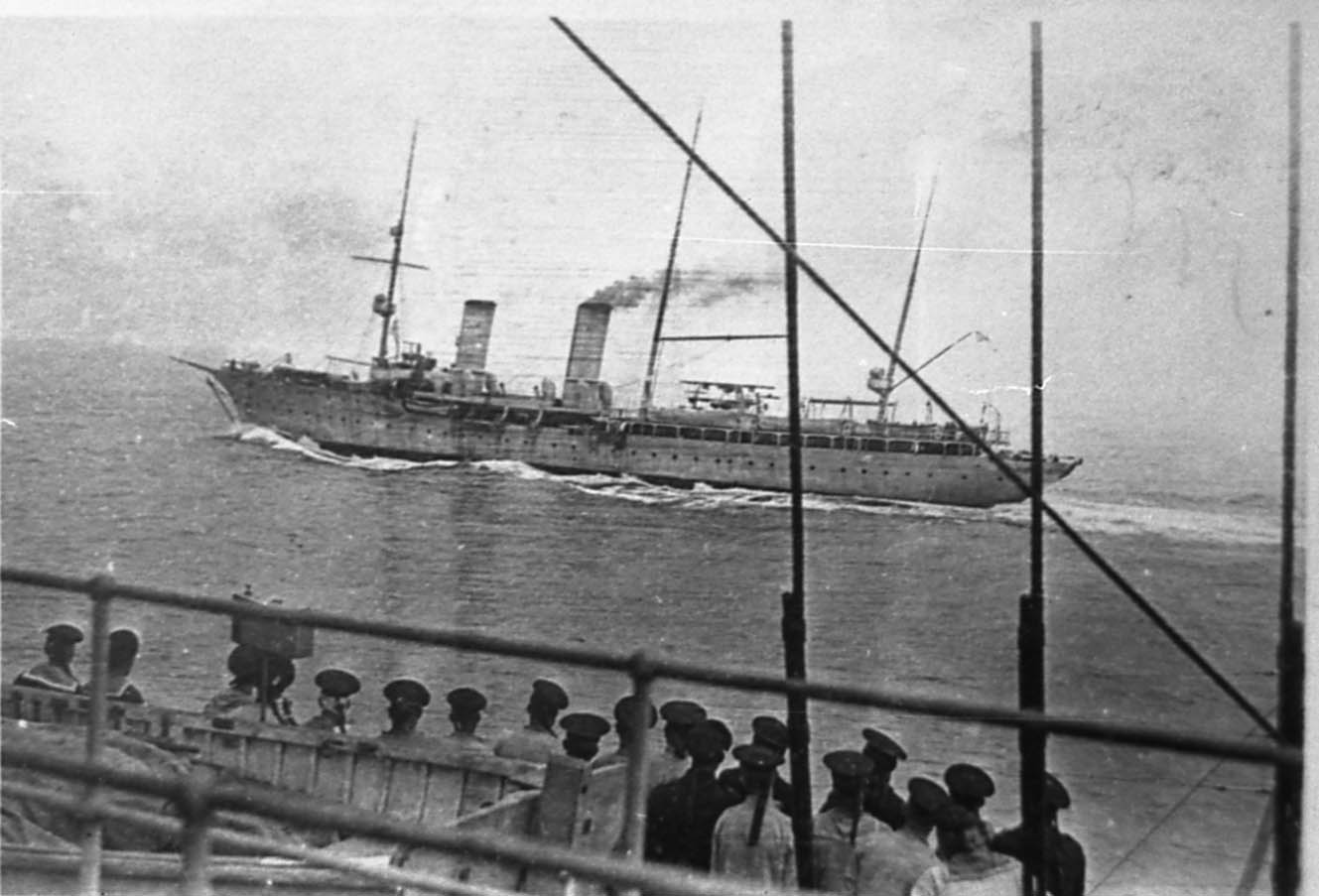
Az Almaz orosz cirkáló 1916-ban

11:40 körül az orosz hajóraj délre haladt el a Krím déli pontján lévő Szarics-foktól (kelet-nyugati irányban), mikor a közvetlen a csatahajók előtt haladó Almaz cirkáló füstöt észlelt és annak azonosítása érdekében a kötelék feléje vette az irányt. Ebergard tengernagy az egymás utáni sorban haladó csatahajóinak 14 csomós sebességre való gyorsítást és egymástól két és fél kábelnyi (közel fél kilométer távolság) tartását adta utasításba, de a két hátsó egység, a Tri Szvjatyitelja és a Rosztyiszlav csak lassan tudtak felzárkózni a többi csatahajóhoz és az ütközet lényegében már véget ért, mire elérték a számukra kijelölt pozíciót.
A felderítést végző cirkálók mindkét oldalon nagyjából egyidőben észlelték egymást. A német hivatalos történetírás szerint a Breslau a szárazföld irányában észlelt egy cirkálót röviddel dél után (12:05-kor), míg orosz részről az Almaz 12:10-kor észlelte (azonosította?) a német hajókat. Souchon a Breslaut utasította, hogy maradjon lőtávolon kívül és az Almaz is gyorsan visszatért a saját főerőihez, szabaddá téve ezáltal a területet az összecsapáshoz. A cirkálók ezt követően már nem játszottak tevékeny szerepet az eseményekben.

### Taktikai helyezkedések

Az ütközet vázlata

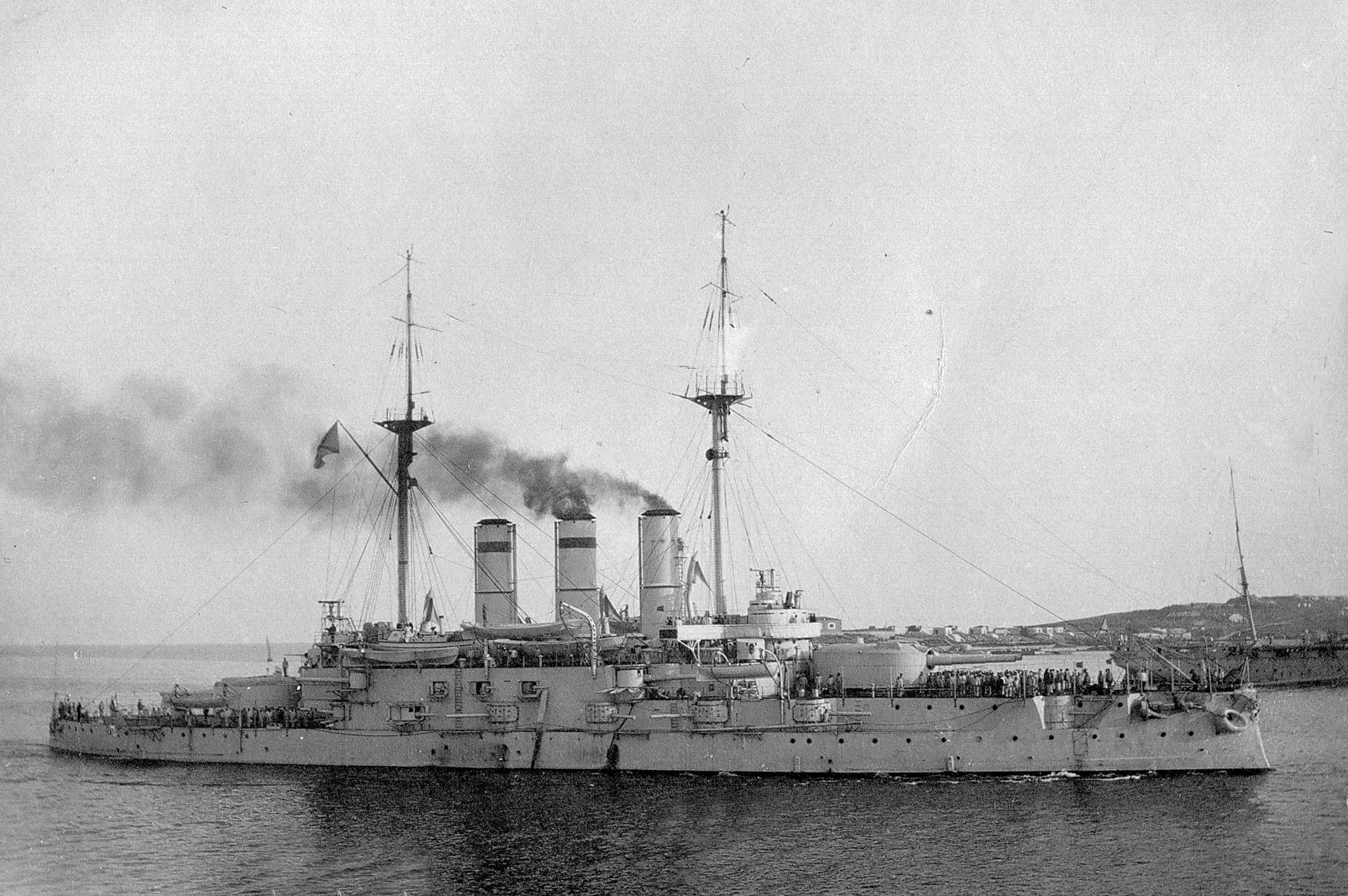
A Jevsztafij orosz csatahajó a háború előtt

A Breslautól érkezett jelentés után a Goeben az eddigi kelet-délkeleti irányról dél-délnyugati irányra állt, hogy bal oldalával sortüzet lőhessen a közeledő ellenségre. Újabb orosz hajók is feltűntek a jobb oldalon és hamarosan öt pre-dreadnought csatahajót tudtak kivenni a németek.
A Goebent viszont még mindig nem lehetett látni az orosz zászlóshajóról. Valerian Galanyin kapitány, a Jevsztafij parancsnoka sürgette Ebergard tengernagyot, hogy kanyarodjon el a csatahajókkal, aminek révén teljes sortüzeket lőhetnének amint az ellenség előbukkan a ködből. Ebergard azonban hezitált, ugyanis az Almaz fényjelzésekkel csak azt tudatta, hogy maga előtt látja az ellenséget, de annak pontos helyzetét nem adta meg, és ha a rossz irányba kanyarodott volna, úgy a Goeben mögöttük bukkanhatott volna elő és amellett, hogy elszalasztották volna a kedvező lehetőséget, a csatacirkáló az orosz raj leggyengébb egységét, a Rosztyiszlavot támadhatta volna. Ebben az esetben a rajnak újabb fordulót kellett volna végrehajtania, hogy teljes sortüzeket lőhessen, ami viszont azzal a veszéllyel járhatott, hogy az egy adott ponton sorban elkanyarodó, lassú csatahajókat a Goeben egymás után lövethette volna, míg ellenben a csata közbeni kanyarodás az orosz tűzvezérlést kizökkentette volna.
Ezen megfontolások alapján Ebergard egészen addig várt, míg a német hajók elő nem bukkantak. Ezt a döntését a későbbi szovjet történetírás erős kritikával illette. Eltelt öt-hat perc mire a Goeben tisztán láthatóvá vált az orosz zászlóshajó számára a bal oldalon elől. Ebergard ekkor nyolc vonással (90°) való, egymás után végrehajtandó kanyarodásra adott utasítást a csatahajóinak, dél-délnyugati irányra állítva ezzel a manőverrel a hajórajt.
Az orosz hadihajók egy új típusú tűzvezetési rendszert kívántak alkalmaztak, melyet az orosz–japán háború után fejlesztettek ki és melynek során egy hadihajó, jelen esetben a sorban második Ioann Zlatouszt végezte a célpont bemérését a többi számára, leszámítva a Rosztyiszlavot, melynek a többitől eltérő fő fegyverzete volt, 254 mm űrméretűek a 305 mm-esek helyett. Az oroszok tűznyitását késleltette, hogy bár a Jevsztafij már az új irányra állt, a jó 400 méterre mögötte haladó „mesterhajónak” kijelölt Ioann Zlatouszt még nem, ráadásul a köd foltonkénti eloszlása miatt míg a Goebent a Jevsztafijról tisztán ki lehetett venni, a Zlatousztról nem.
Közben már a Goeben is déli irányra állt, hogy mind a 10 darab 28 cm-es ágyújából sortüzeket lőhessen az oroszokra a 7700 yardra (kb. 7000 m) lecsökkent távolságból. A beszámolók szerint Ebergard ekkor így szólt: „Nem várhatunk tovább … Ez nem lőgyakorlat. Tüzet nyitni azonnal!”

### A tűzharc

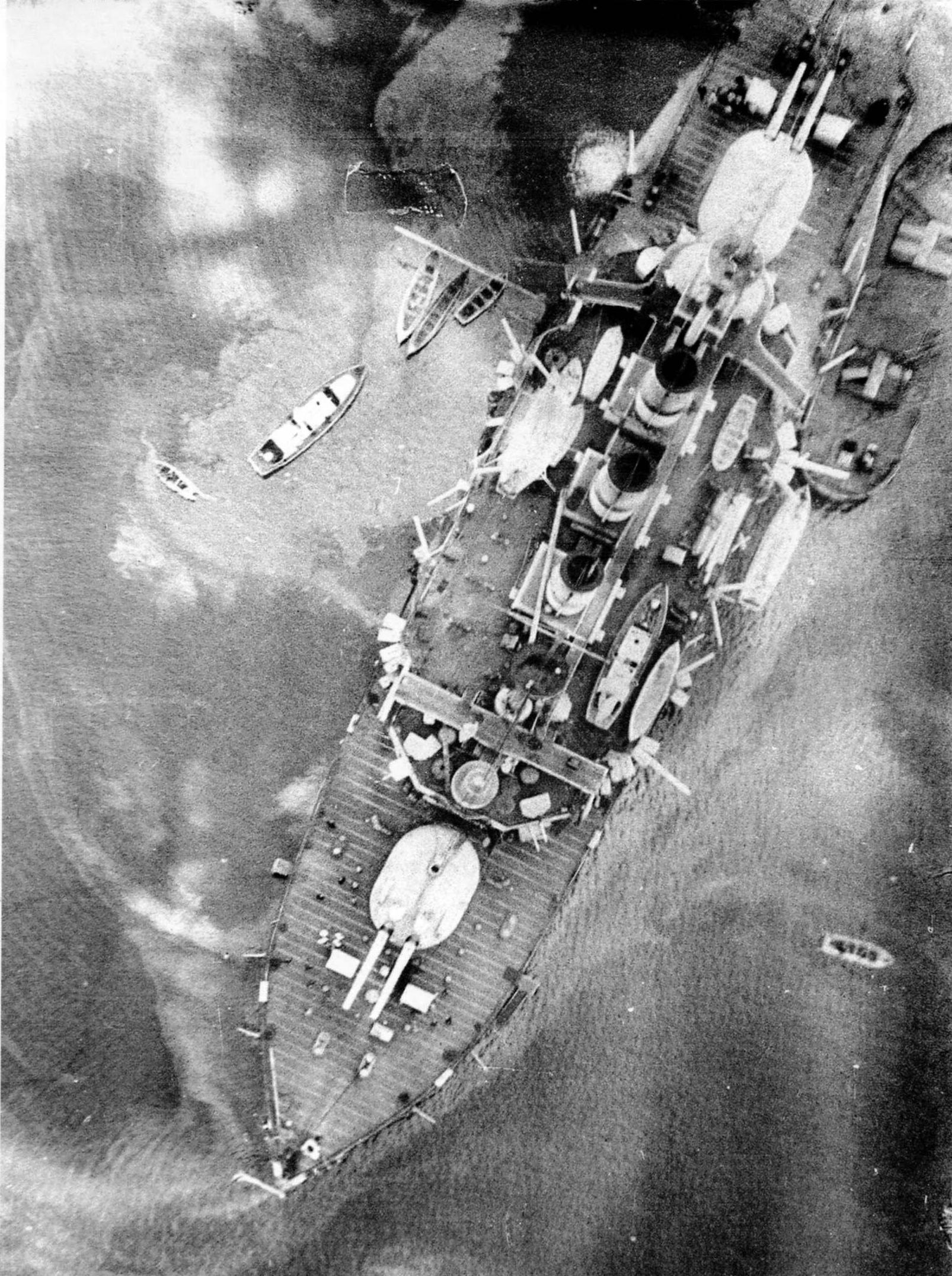
A Jevsztafij egy háború előtti légifotón

A Jevsztafij első sortűzének időpontja vitatott, 12:18 és 12:24 közé teszik és a források eltérnek abban is, hogy mely ágyúkkal adta le – az első lövegtorony két lövegével, avagy a két lövegtorony egy-egy lövegével. A Jevsztafij nagyon pontosan lőtt és az első sortüzének legalább az egyik lövedéke – esetleg mind a kettő – eltalálta a Goeben bal oldali harmadik 15 cm-es lövegének a kazamatáját. A 305 mm-es  lövedék átütötte a kazamata páncélzatát és majdnem a 150 mm-es löveg lövegpajzsát is mielőtt felrobbant. A repeszek jelentősen megrongálták a hajó torpedóvédelmi hálóját és a detonáció felrobbantott három repeszhatású 15 cm-es lövedéket valamint 16 kivetőtöltetet is. A másodlagos robbanás egy négyzetméteres lyukat ütött a hajó oldalára és kioltotta a löveg kezelőinek életét. A szúróláng lehatolt a lőszerfelvonó aknáján és felcsapott a jobb oldali negyedik kazamatába, amit átmenetileg elhagytak az itt tartózkodók. Georg Kopp, a csatacirkáló egyik távírásza így írt az elszenvedett találatról:
A nehézgránát, egy 30,5 cm-es, átütötte a bal oldali harmadik kazamata páncélzatát és ott robbant fel. A 15 cm-es ágyú teljes kezelőszemélyzete elesett. A sors úgy hozta, hogy a kazamatában lévő összes előkészített lőszer felrobbant. A páncéllemez darabjai kellett hogy aktiválják a gyutacsokat. A kivetőtöltetek is tüzet fogtak. Egy pillanat alatt rémisztő lángnyelv söpört le végig a lőszerfelvonón és a hajó alján lévő lőszerraktár elérésével fenyegetett.
Csak egy tiszthelyettes lélekjelenlétének volt köszönhető, hogy ez a katasztrófa nem következett be… ő gyorsan megnyitotta az elárasztó szelepeket.

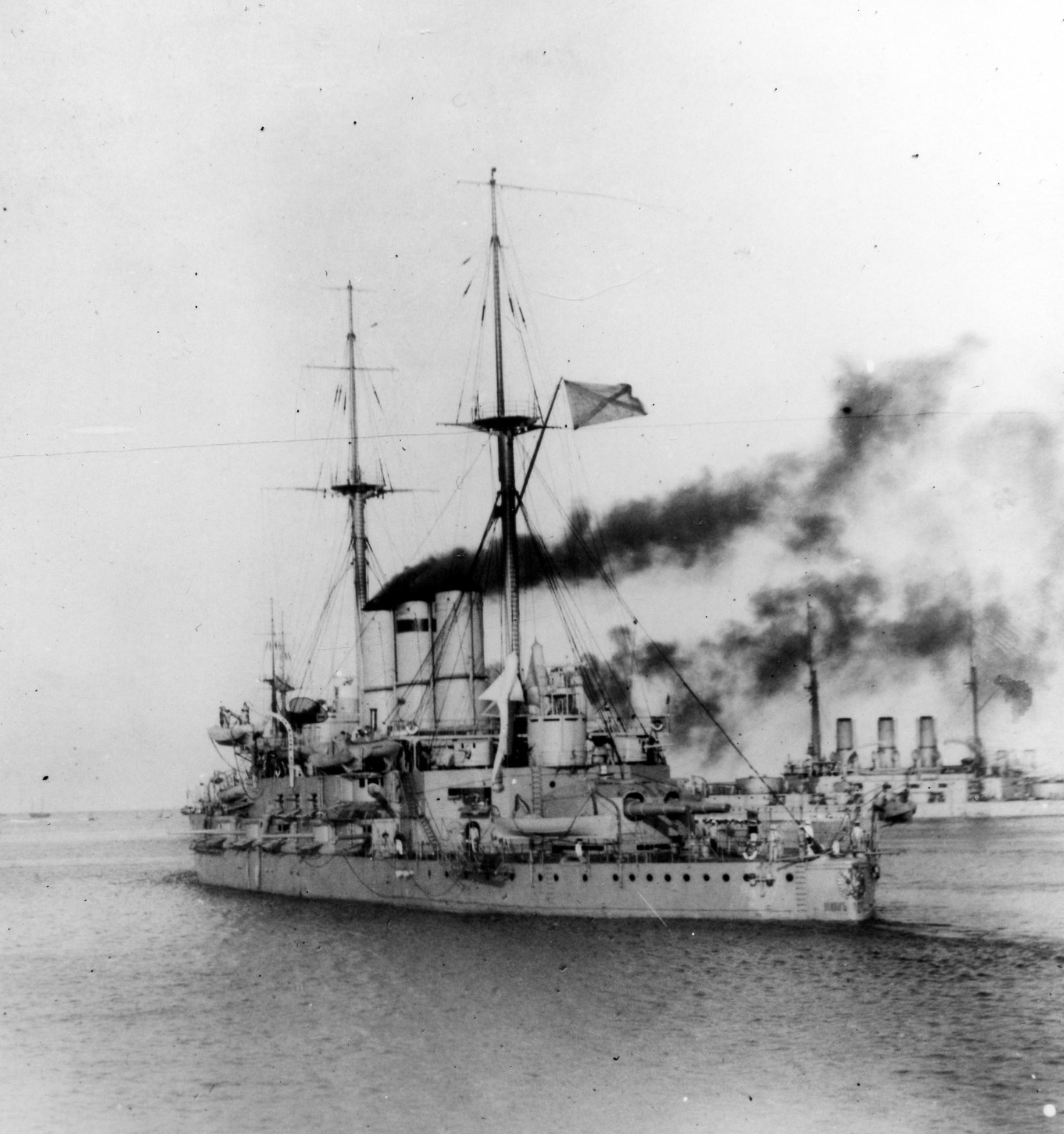
A Ioann Zlatouszt és a Pantyelejmon csatahajók egy 1914-es képen

Ezután a Zlatouszt is elkezdte küldeni a mért adatait, de a rossz látási viszonyok miatt az elsők rendkívül pontatlanok voltak, mivel a távolságot 12 000 yardban (11 000 m) adta meg és a Tri Szvjatyiteljával közösen ez alapján nyitottak tüzet, messze túllőve a csatacirkálón. A Pantyelejmon egyáltalán nem nyitott tüzet, mivel a fedélzetéről egyszer sem pillantották meg a csatacirkálót a köd és a délnyugat felől fújó szél miatt, ami a két élen haladó csatahajó füstjét épp eléje fújta. A Rosztyiszlav leadott pár lövést a Breslaura, hasonlóan a Tri Szvjatyitelja másodlagos tüzérségéhez, de találatot nem értek el. Így egyedül a zászlóshajó tüzérsége működött megfelelő tűzvezetés mellett és az ütközet lényegében csak ezen pre-dreadnought csatahajó és a csatacirkáló párharcából állt.
A németek számára azonban nem így tűnt és a német hivatalos történetírás megállapítása szerint: „Az orosz sortüzek szorosan együtt ültek” – olyannyira, hogy a Goebenen úgy vélték, hogy az öt orosz csatahajó koncentrált tüzébe kerültek. Ezt a téves benyomást feltételezhetően a Jevsztafij hamar az ütközetbe bekapcsolódó hat 152 mm és két 203 mm űrméretű ágyújának lövedékbecsapódásai keltették.
A német történetírás szerint „mindkét fél 12:20-kor nyitott tüzet csaknem egyszerre” – saját méréseik alapján 7200 m távolságból, de valószínűsíthető, hogy az orosz ágyúk dördültek el előbb. Az oroszok szerint a Goeben 50 másodperccel a Jevsztafij után nyitott csak tüzet, ami amiatt is lehetett, hogy a partvonallal a hátuk mögött az orosz hajók nehezebben kivehető célpontok voltak. A csatacirkáló tüze is pontos volt és bár az első sortűz kissé fölé lett irányozva, ennek egy lövedéke átütötte a Jevsztafij második kéményét és a felrobbanó lövedék kiiktatta a hajó tűzvezetésének rádióantennáit, emiatt pedig nem tudta tájékoztatni a többi hajót az általuk használt adatok pontatlanságáról. A Goeben második sortüze rövid volt, majd a harmadikkal két találatot ért el a Jevsztafijon – az első a jobb oldali első kazamatában elhelyezett 152 mm-es lövegét iktatta ki és a kezelői közül többekkel végzett, a második pedig a kazamata páncélzatát átütve gyújtott lángra több 152 mm-es kivetőtöltetet és robbant fel a tiszti étkezdében, súlyos károkat okozva, míg néhány repesz a fedélzetet átütve hatolt az alant lévő kazánterembe. A negyedik sortüzével szintén két találatot ért el és az egyik a csatahajó mellett becsapódó lövedék repeszei nagy kiterjedésű rongálódást okoztak egy páncélzattal nem rendelkező részén, tönkretéve a betegszoba keresztirányú válaszfalát. Bár az orosz zászlóshajó súlyos veszteségeket szenvedett emberéletben ezektől a találatoktól, kritikus sérülések nem érték.

### A német erők visszavonulása

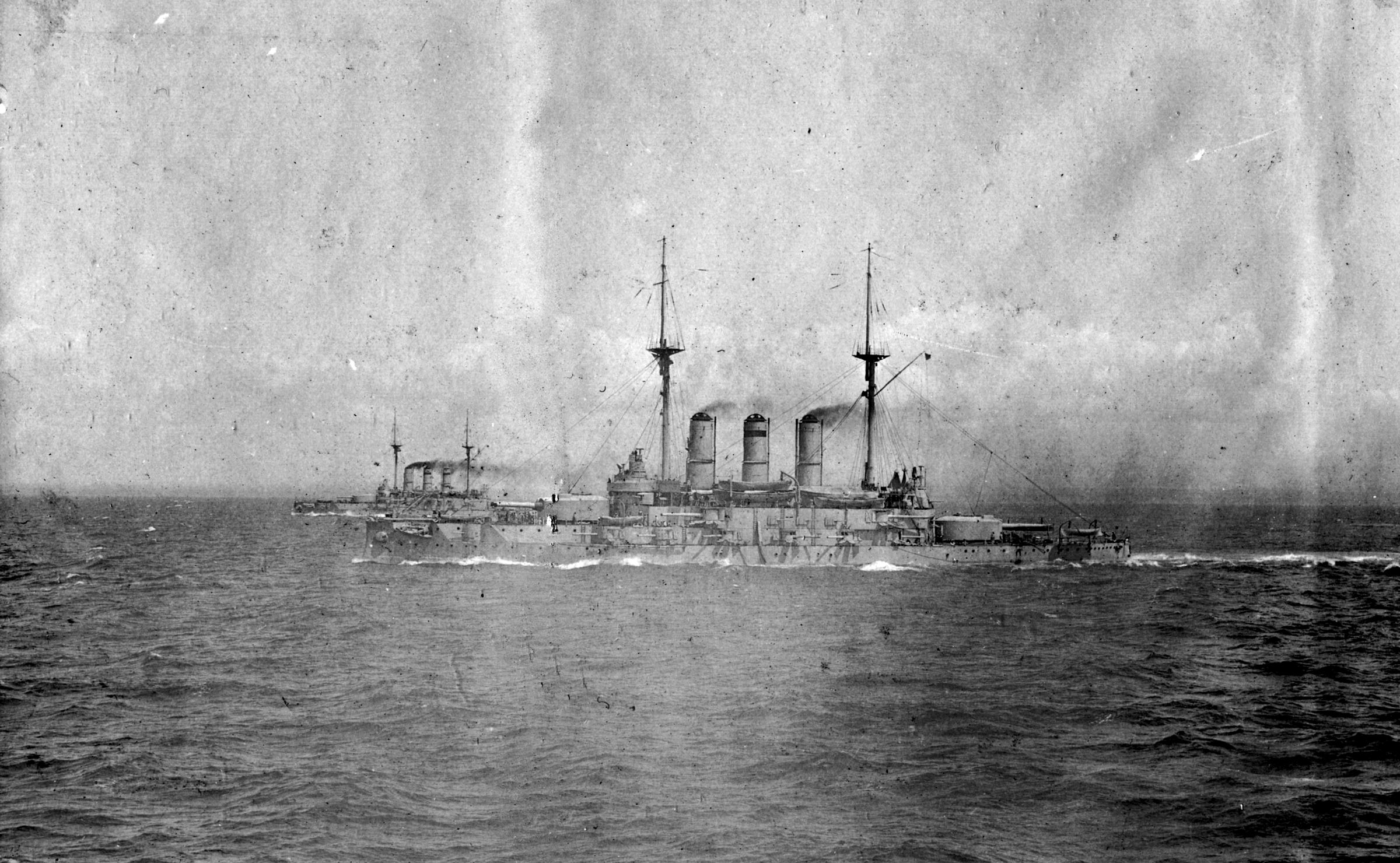
Az Ioann Zlatouszt és a Jevsztafij orosz csatahajók

A 12:24-kor a Goeben kezdte szem elől veszíteni az oroszokat és elkanyarodott tőlük (délnyugati irányba), miközben a hátsó lövegtornyaival még tűz alatt tartotta a Jevsztafijt. A jelentős számbeli túlerőt látva Souchon tengernagy feltételezhetően a visszavonulás mellett döntött és a csatacirkáló 12:32-kor a tüzét beszüntetve a Szinopé felé vivő útra állt.
A német történetírás szerint Souchon eredetileg „megpróbált nagy sebességgel az ellensége előtt elkanyarodni”, és amennyiben ez sikerült volna, úgy igyekezett volna megrongálni egymás után az élen haladó orosz hajókat a tüzérségének teljes koncentrációjával, míg az orosz hajóraj többi egysége képtelen lett volna hatékonyan közbeavatkozni. Azonban a tűzharc hosszabbra nyúlott és az egymással nagyjából párhuzamosan haladó hajók között a távolság is csökkent, egészen 6800 yardig (6200 m). 12:35-kor, negyedórányi harc után Souchon elkanyarodott és eltűnt az oroszok szeme elől a ködben. A német történetírás erről az irányváltásról nem tesz említést, ehelyett a kapcsolat elvesztését a sűrű ködnek tudja be. Georg Kopp, a hajó egyik távírásza memoárjában arról írt, hogy a német csatacirkáló nagy sebességgel szakadt el az oroszoktól és közben a két hátsó lövegtornyával lőtte már csak őket, ami értelmezhető a német hivatalos álláspont cáfolataként is.
Azt követően, hogy a Goeben elkanyarodott, Ebergard tengernagy még déli irányban haladt még tíz percig, de már nem ütközött a németekbe. Az oroszok a vízben észleltek roncsdarabokat, melyekről először azt hitték aknák lehetnek. Ebergard végül úgy ítélte meg, hogy a Goebennek sikerült elmenekülnie és a rajával visszatért a Szevasztopolba vezető útvonalra.

### A csata után

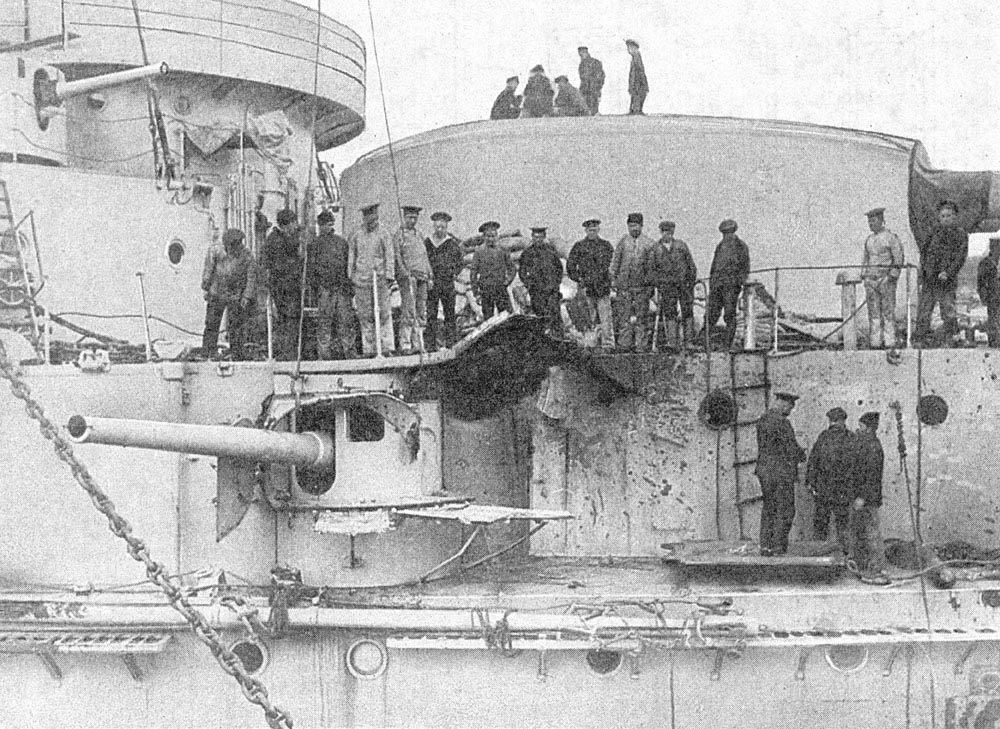
A Jevsztafij jobb oldali elsőkazamatáját ért találat

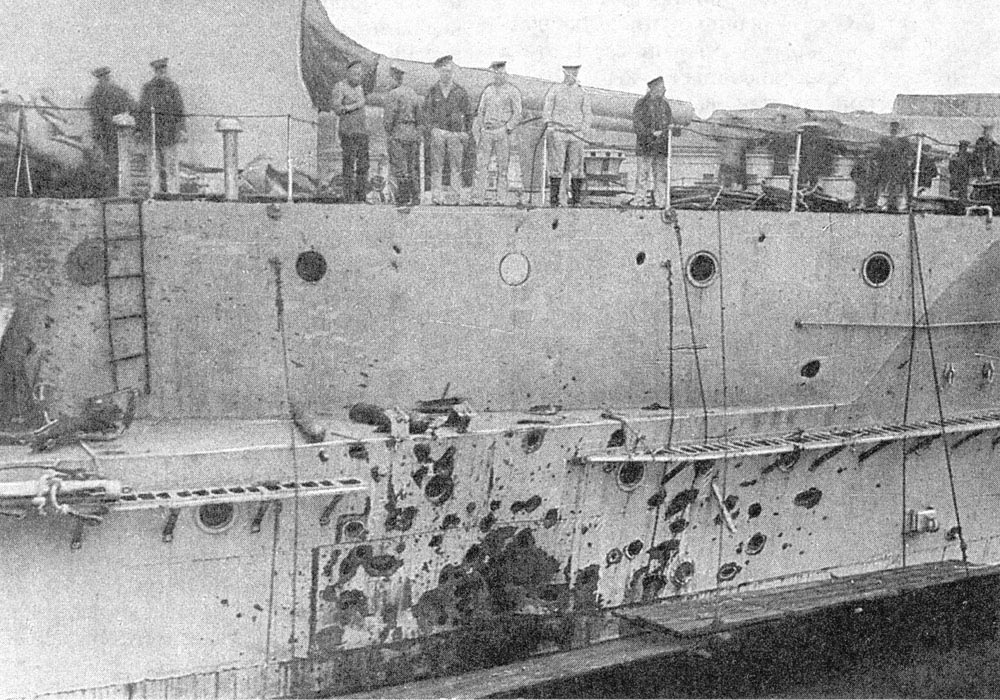
A vízvonal közelében kapott találat nyomai a csatahajón

A Goeben november 19-én 08:00-kor ért az észak-anatóliai Szinopéhoz. Souchon megpróbált itt öt észlelt füstoszlopot üldözőbe venni, de nem sikerült beérnie őket. November 20-án a csatacirkálójával visszatért a Boszporuszhoz. A Goeben a hónap hátralévő részét itt töltötte. Legközelebb december 6-án futott ki, mindössze 18 nappal az ütközet után. A német történetírás szerint az előkészített kivetőtöltetek nem robbantak, hanem egyszerűen csak égtek, így az anyagi kár nem volt jelentős és ezért hozhatták hamar ismét harckész állapotba.
A Jevsztafij több páncéllemezét ki kellett cserélni és ehhez a Dvenadcaty Aposztolov pre-dreadnought vértezetét használták fel. A munkálatokkal az ő esetében is rövid idő alatt, november 29-ikére végeztek.

## Elemzés
A Jevsztafij a harc során öt – avagy csak három-négy – találatot szenvedett el, legénységéből 33 fő elesett, 25 megsebesült, közülük 19 fő súlyosan és többségük később szintén belehalt a sérüléseibe. A Goeben valószínűleg csak egyetlen találatot kapott, 13 ember vesztette életét (12 német és egy török).
Az orosz hajók összesen 30 vagy 34 darab 305 mm-es lövedéket lőttek ki (Jevsztafij 12-16, Ioann Zlatouszt 6, Tri Szvjatyitelja 12). A Jevsztafij ellőtt még 14 darab 203 mm-es és 19 darab 152 mm-es lövedéket is, továbbá a Rosztyiszlav ismeretlen mennyiségű lövedéket lőtt ki a Breslaura.
A Goebennek a harc során csak a nehéztüzérsége adott le lövéseket és összesen mindössze 19 gránátot lőtt el, amihez képest a 3-5 elért találat (forrásonként eltérően megadott) kimondottan magas találati arányt jelent (15-26%). A célt érő lövedékei közül egy nem robbant fel.
A németek 15 cm-es lövegnél bekövetkezett robbanásból okulva úgy döntöttek, hogy csökkentik a készenléti lőszer mennyiségét a kazamatalövegeknél. A Goebennel fordult elő egyetlen német hadihajóként a világháborúban, hogy (nyilvánvalóan repeszhatás következtében) ágyúlövedékei robbantak fel.
Orosz oldalon arra a felismerésre jutottak, hogy a pre-dreadnought csatahajóikból álló rajt érintetlenül meg kell őrizniük annak érdekében, hogy a Goebennel sikeresen meg tudjanak küzdeni és emiatt mérsékelték a partokhoz közeli bevetéseiket. Azt is levonták tanulságként, hogy csak a kevésszámú, új rombolókkal tudnak független hadműveleteket végrehajtani a Fekete-tengeren, mivel a cirkálóik túlságosan elavultak ahhoz, hogy szembeszálljanak a csatacirkálóval.

## Fordítás
- Ez a szócikk részben vagy egészben  a   Battle of Cape Sarych című angol Wikipédia-szócikk ezen változatának fordításán alapul.  Az eredeti cikk szerkesztőit annak laptörténete sorolja fel. Ez a jelzés csupán a megfogalmazás eredetét és a szerzői jogokat jelzi, nem szolgál a cikkben szereplő információk forrásmegjelöléseként.